# Archieparquía de Constantinopla
La archieparquía de Constantinopla o de Estambul (en latín: Archieparchia Constantinopolitanus Armenorum, en turco: İstanbul Archeparchy y en armenio: Պոլսոյ) es una circunscripción eclesiástica de la Iglesia católica en Turquía. Se trata de una archieparquía armenia inmediatamente sujeta al patriarcado de Cilicia de los armenios. Desde el 21 de octubre de 2024 es sede vacante y su administrador eparquial es el presbítero Vartan Kirakos Kazanjian.

## Territorio y organización

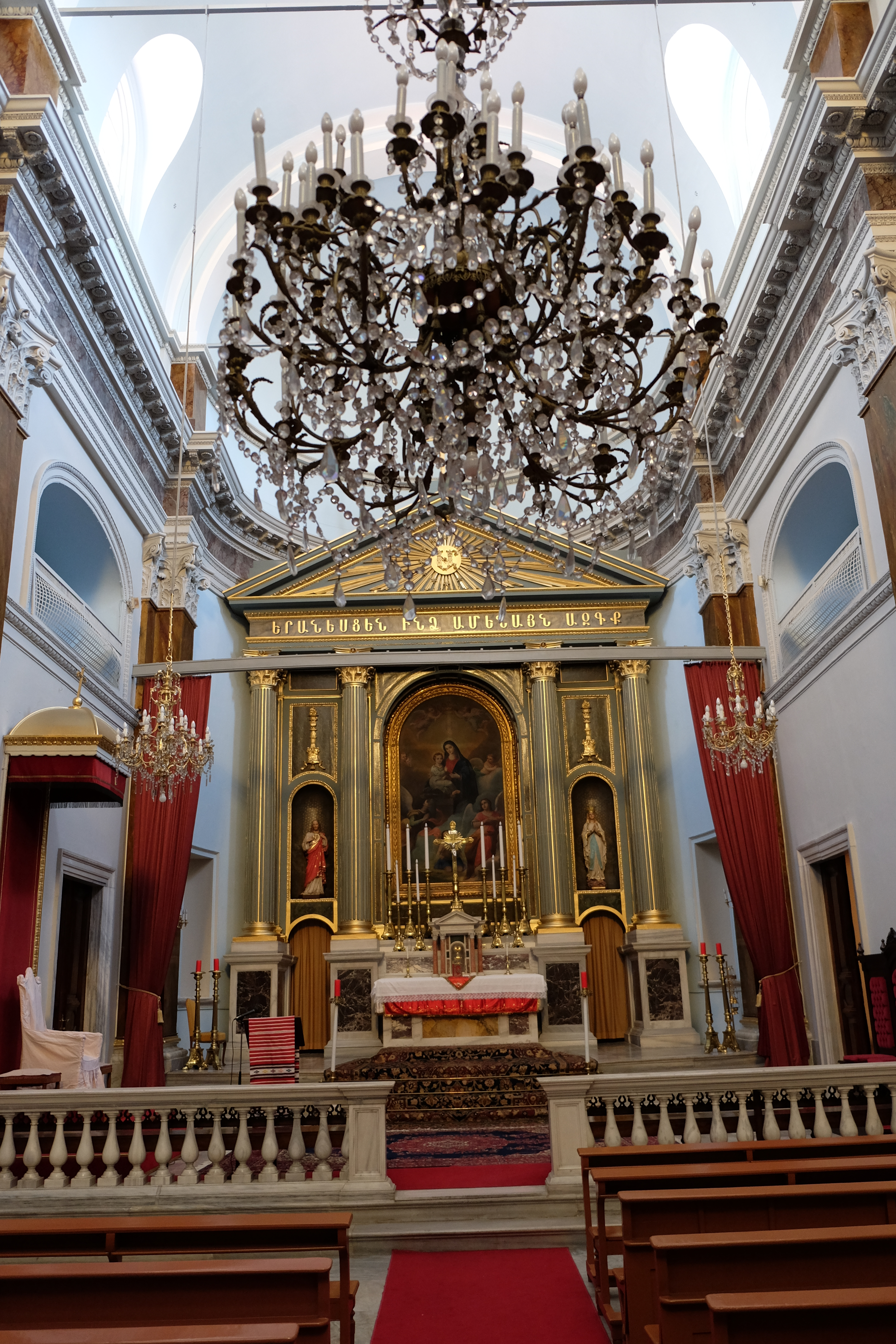
Interior de la catedral de Santa María

La archieparquía tiene 783 562 km² y extiende su jurisdicción sobre los fieles católicos de rito armenio residentes en Turquía. La eparquía está dentro del territorio propio del patriarcado de Cilicia de los armenios. La comunidad católica armenia está concentrada sobre todo en Estambul, en donde residen cerca de 3000 fieles. Fueron una comunidad muy numerosa hasta el genocidio armenio. Un núcleo más exiguo de ellos se encuentra en Ankara. 
La sede de la archieparquía se encuentra en la ciudad de Estambul (antigua Constantinopla), en donde se halla la Catedral de Santa María de Sakızağaç. En Mardin se encuentra la excatedral de San José (Surp Hovsep) de la archieparquía de Mardin.
En 2023 en la archieparquía existían 3 parroquias. En Estambul hay 4 vicariatos parroquiales: la Catedral de Santa María de Sakızağaç, Inmaculada Concepción, San León y San Juan Crisóstomo. Hay 12 iglesias en Estambul:
- Santa María de Sakızağaç (Sakızağaç Kutsal Meryem Ana Katedralı);
- San Juan Crisóstomo (Aziz Yuhanna Hirisostomos);
- Inmaculada Concepción (Günahsız Meryem);
- Inmaculada Concepción de los padres mequitaristas (Günahsız Meryem);
- San León (Aziz Leon);
- San Salvador (Aziz Kurtarıcı);
- San Gregorio el Iluminador (Aziz Gregorius Aydınlatıcı);
- Santísima Trinidad (Kutsal Üçlü Birlik);
- San Pablo (Aziz Pavlus);
- Asunción de Nuestra Señora (Meryem Ana Göğe Alınış);
- San Juan el Bautista (Vaftizci Aziz Yahya);
- San Antonio (Aziz Antuan).

## Historia
Dentro de la comunidad cristiana armenia ortodoxa, especialmente desde el siglo XVII y gracias al trabajo de los misioneros latinos, se formaron grupos de cristianos católicos armenios. Estos eran grupos pequeños, o comunidades locales enteras arrastradas a la unión por su obispo, o monasterios que entraron en comunión con la Santa Sede. En Estambul en 1701 se fundó la orden mequitarista, que en 1717 se trasladó a la isla San Lázaro de los armenios en Venecia. Comunidades armenio-católicas se encontraban en ciudades como Mardin (con sucesión de obispos católicos desde 1708) y Estambul. Estas comunidades estaban subordinadas al obispo latino más cercano o dependían de los delegados apostólicos. La mayoría de los católicos armenios estaban dentro de las fronteras del Imperio otomano, dentro del cual no tenían reconocimiento civil, ya que en 1461 se estableció el patriarcado armenio de Constantinopla, cuyo patriarca fue reconocido por el Gobierno turco como el jefe civil de todos los armenios del Imperio (en turco: millet), incluyendo a los católicos armenios, lo que llevó a conflictos. 

### Archieparquía primada
Con el estallido de la guerra de independencia de Grecia, en 1827 los católicos armenios de Estambul fueron denunciados por el patriarca armenio ortodoxo como partidarios de la causa griega por "ser amigos de los francos". El Gobierno turco reaccionó con vehemencia en enero de 1828 contra los armenios católicos con arrestos, deportaciones y expulsiones. Unas 400 personas murieron de hambre y frío al ser expulsadas de sus hogares y la comunidad católica se redujo. El papa León XII obtuvo a través de los Gobiernos de Francia y de Austria el firmán del sultán de 6 de enero de 1830 que puso fin a las medidas represivas. La archieparquía de Constantinopla fue erigida como sede primacial el 6 de julio de 1830 con el breve Quod iamdiu del papa Pío VIII, reemplazando al vicariato apostólico armenio existente en la ciudad de Constantinopla, desde al menos 1796. Antoine Nouridjan fue designado archieparca primado con jurisdicción sobre los territorios del Imperio otomano en donde los armenios hasta entonces dependían del vicariato apostólico latino de Constantinopla y del vicario apostólico armenio de Constantinopla.

(...) nec non in catholicae Fidei exaltationem Sedem Archiepiscopalem, et Primatialem in urbe Constantinopoliiana pro Armenis Catholicis ibidem, et in reliquo Othomanico Imperio degentibus, qui in praesens subsunt spirituali regimini, ac jurisdictioni Vicarii Nostri Apostolici Patriarchalis Constantinopolitani perpetuo erigimus et instituimus, Ecclesiamque pro ipsis Armenis Catholici Ritus Constantinopoli aedificandam, vel quae prae ceteris praecipuo hoc honore magis ibidem digna existimabimus in Archiepiscopalem et metropolitanam ac Primatialem ecclesiam Constantinopolitanam nuncupandam, et Archiepiscopi Primatisque Constantinopolitani Armenorum Sedem, ecclesiasticaeque Provinciae eidem abdicendae caput (...)

El reconocimiento legal de la Iglesia católica (incluyendo a los armenios y sirios católicos) por el Gobierno otomano ocurrió el 5 de enero de 1831, al establecerse la Katolik millet. El 3 de junio de 1831 un decreto del sultán reconoció al archieparca como jefe religioso y civil dentro del Imperio, estableciendo la Ermeni Katolik Millet. Quedó así establecido un poder dual, el religioso en Bzommar en el Líbano (donde habían colocado los patriarcas católicos su sede en 1750), y el civil en el archieparca primado de Constantinopla.
En 1848 la archieparquía de Constantinopla tenía 36 437 fieles armenios. Además de Estambul, los centros principales eran: Ancyra (actual Ankara), Teososiópolis (actual Erzerum), Artvin, Trebisonda, Bursa, Kutahya, Bilecik y Nicomedia (actual İzmit). El distrito de Constantinopla tenía 18 000 fieles, 2 iglesias y 6 oratorios públicos; y comprendía la ciudad de Estambul, los suburbios de Pera (actual Beyoğlu) y Gálata; Ortaköy y las partes asiáticas de Üsküdar y de Calcedonia (actual Kadıköy); los suburbios adyacentes del Bósforo y Adrianópolis (actual Edirne). El distrito de Ancyra tenía 7500 fieles, una iglesia y 3 oratorios públicos; el distrito de Erzerum: 3600 fieles y 5 iglesias y oratorios públicos; el distrito de Artvin: 5000 fieles y 29 iglesias y oratorios públicos; el distrito de Trebisonda: 6000 fieles y una iglesia; el distrito de Bursa: 370 fieles y una iglesia; el distrito de Kutahya: 900 fieles y una iglesia; el distrito de Bilecik: 400 fieles y una iglesia; y el distrito de Nicomedia: 50 fieles y un oratorio público.
El 30 de abril de 1850 mediante la bula Universi Dominici gregis el papa Pío IX concedió al archieparca Antonio Hassun la erección de 5 eparquías sufragáneas en el Imperio otomano: Ancyra (hoy Ankara, había sido creada en 1735 y luego suprimida), Artvin, Garin o Erzurum, Prusa o Bursa y Trapezus o Trebisonda. Ese día por la bula Ad supremum apostolatus erigió además la eparquía de Isfahán en Persia, poniéndola provisoriamente como sufragánea de Constantinopla. 
El patriarca Gregorio Pedro VIII Der Asdvadzadourian reaccionó ante el aparente favoritismo papal hacia Hassun y designó obispos en las eparquías de Adana (con obispos católicos desde 1774), Mardin (con obispo católico desde 1708), Amasia, Maras (hoy Kahramanmaraş, con obispo católico entre 1752 y 1812 y creada canónicamente el 20 de mayo de 1842), Alejandría y Cesarea en Capadocia (hoy Kayseri, creada el 2 de junio de 1850). Planeó además crear otras en Bagdad, Killis y Damasco, dentro de su territorio, y en Tokat y Sivas dentro del correspondiente a Constantinopla. El 2 de junio de 1850 fue creada canónicamente la eparquía de Amida de Amida (hoy Diyarbakır), que había tenido obispos católicos desde circa 1650 hasta 1785. Ese año también fue erigida la eparquía de Tokat y puesta bajo la administración del patriarca de Cilicia hasta la designación de un obispo entre 1859 y 1865. El patriarca convocó un sínodo en Bzommar en 1851 que creó canónicamente las eparquías y cambió la legislación de la Iglesia católica armenia. La Santa Sede aprobó el sínodo en 1855. En los años siguientes fueron creadas las eparquías de Sebaste (hoy Sivas, en 1858), Melitene (hoy Malatya, en 1861) y Kharput (hoy Elazığ, el 9 de mayo de 1865 con la bula Assidua romanorum, separando territorio de la eparquía de Garin).

### Archieparquía patriarcal
La dicotomía se resolvió en 1866 cuando el archieparca primado de Constantinopla, Antonio Hassun, fue elegido patriarca de Cilicia de los armenios y, desde el 14 de septiembre de 1866, trasladó la sede patriarcal a Constantinopla. El papa Pío IX, con la bula Reversurus de 10 de julio de 1867 (según el Anuario Pontificio, en cambio la bula dice IV idus Iulii, que corresponde al 12 de julio), abolió el título archieparquial de Constantinopla, asociándolo a perpetuidad con el patriarcado, del cual se convirtió en su propia sede. Debido a la guerra ruso-turca (1877-1878) la eparquía de Artvin pasó al Imperio ruso, que impidió la presencia de su obispo.
En 1867 el territorio de la archieparquía patriarcal comprendía la ciudad de Estambul, partes de Asia Menor hasta las ciudades de İnebolu e İzmit (sin incluirlas), Tracia y Macedonia, llegando casi hasta la desembocadura del río Danubio. Posteriormente Bursa le transfirió İzmit y Bahgegik. Bajo dependencia patriarcal también estaban Bzommar, Palestina y Mesopotamia (Bagdad). Tenía 10 000 fieles, 10 parroquias y 59 sacerdotes.
El 29 de junio de 1887 se fundó un seminario en la residencia patriarcal, con 12 alumnos iniciales.
El 30 de mayo de 1892 mediante la carta apostólica Quod ab Episcopis del papa León XIII, la eparquía de Sebaste fue elevada a archieparquía y unida aeque principaliter a la eparquía de Tokat, vacante desde 1865. La eparquía de Muş fue erigida el 10 de julio de 1883 por división de la eparquía de Garin.
En 1898 la Congregación de Propaganda Fide informaba que la archieparquía patriarcal tenía 16 000 fieles, 13 parroquias, 16 iglesias y capillas, 85 sacerdotes (de los cuales 10 mequitaristas vieneses, 16 mequitaristas venecianos y 9 monjes antonianos), 300 alumnos en 5 escuelas para niños y 3 para niñas, 2 colegios, un liceo, un hospital, un manicomio y un asilo para ancianos. Las casas de religiosos están en Pancaldi (mequitaristas vieneses), Pera y Kadıköy (mequitaristas venecianos) y en Ortakeuy (antonianos). Las casas de religiosas de la Inmaculada Concepción se encontraban en las escuelas de Pera, Samatya y Büyükdere. La archieparquía tenía también jurisdicción sobre las parroquias de Nicomedia, Bahgegik, Esmirna y Aydın y existían los vicariatos patriarcales de: Beirut, Damasco, Jerusalén, Dier ez-Zor, Bagdad y Líbano (con el monasterio y el seminario de Bzommar).

### Archieparquía de Estambul
A principios del siglo XX, los armenios católicos del Imperio otomano sufrieron el mismo destino que el resto de la nación armenia con el genocidio perpetrado en el Estado turco desde 1915 a 1923. Cifras de la matanza y destrucción sobre la Iglesia católica armenia estimada en 100 000 personas antes del genocidio: 156 iglesias, 32 monasterios, 148 escuelas y 6 talleres destruidos, 270 sacerdotes y 300 religiosos muertos, junto a los obispos de Adana, Ancyra, Artvin, Bursa, Kayseri, Marasc y Trebisonda. La Iglesia armenia se dispersó entre los países vecinos como Siria, y en 1928 un sínodo realizado en Roma decidió trasladar el patriarcado a Beirut, manteniendo a Constantinopla como una arquidiócesis. La comunidad armeno-católica de Turquía se redujo a unos pocos cientos de fieles.
El 15 de octubre de 1928, en virtud del breve Commissum Nobis del papa Pío XI, la residencia del patriarca fue transferida a Bzommar en el Líbano; por decreto de la Congregación para las Iglesias Orientales de 23 de junio anterior fue restaurada la archieparquía de Constantinopla, confirmada por el breve Praedecessor Noster de 15 de octubre de 1928.
La archieparquía de Constantinopla pasó a ser de facto la única sede episcopal armenia católica en Turquía, ya que quedaron vacantes o sus obispos estaban en el exilio la archieparquía de Sebaste y las eparquías de: Adana, Amida, Ancyra, Cesarea en Capadocia, Garin, Kharput, Maraş, Melitene, Muş, Prusa, Trapezus y Tokat. Además, en 1921 Turquía recuperó el territorio de parte de la eparquía de Artvin. La archieparquía de Mardin distribuía su territorio entre Turquía, Siria e Irak y su sede provisoria estaba en Bagdad. El 29 de junio de 1954 la archieparquía de Mardin perdió su territorio en Siria y en Irak al erigirse la eparquía de Qamishli y la archieparquía de Bagdad, quedando reducida a territorio de Turquía y vacante como las demás. En 1972 todas las eparquías vacantes (mencionadas en el Anuario Pontificio como vacantes, impedidas y dispersas) fueron suprimidas y recategorizadas como sedes titulares, por lo que la archieparquía de Constantinopla abarcó desde entonces de iure todo el territorio de Turquía.

## Estadísticas
Según el Anuario Pontificio 2024 la archieparquía tenía a fines de 2023 un total de 2500 fieles bautizados.
| Año                                                                             | Población            | Población | Población      | Sacerdotes | Sacerdotes    | Sacerdotes    | Bautizados por sacerdote | Diáconos permanentes | Religiosos | Religiosos | Parroquias |
| Año                                                                             | Bautizados católicos | Total     | % de católicos | Total      | Clero secular | Clero regular | Bautizados por sacerdote | Diáconos permanentes | Varones    | Mujeres    | Parroquias |
| ------------------------------------------------------------------------------- | -------------------- | --------- | -------------- | ---------- | ------------- | ------------- | ------------------------ | -------------------- | ---------- | ---------- | ---------- |
| 1950                                                                            | 7000                 | 900 000   | 0.8            | 14         | 7             | 7             | 500                      |                      | 7          | 26         | 6          |
| 1970                                                                            | 8500                 | 32 000    | 0.0            | 12         | 5             | 7             | 708                      |                      | 7          | 16         | 11         |
| 1980                                                                            | 4500                 | ?         | ?              | 9          | 3             | 6             | 500                      | 1                    | 6          | 10         | 11         |
| 1990                                                                            | 3670                 | ?         | ?              | 2          | 2             |               | 1835                     | 1                    | 4          | 7          | 10         |
| 1999                                                                            | 3680                 | ?         | ?              | 6          | 3             | 3             | 613                      | 1                    | 3          | 6          | 10         |
| 2000                                                                            | 3650                 | ?         | ?              | 5          | 3             | 2             | 730                      |                      | 2          | 6          | 10         |
| 2001                                                                            | 3800                 | ?         | ?              | 4          | 2             | 2             | 950                      | 1                    | 2          | 5          | 10         |
| 2002                                                                            | 3750                 | ?         | ?              | 4          | 2             | 2             | 937                      | 1                    | 2          | 5          | 10         |
| 2003                                                                            | 3700                 | ?         | ?              | 5          | 3             | 2             | 740                      | 1                    | 2          | 6          | 5          |
| 2004                                                                            | 3670                 | ?         | ?              | 5          | 3             | 2             | 734                      | 1                    | 2          | 6          | 5          |
| 2009                                                                            | 3450                 | ?         | ?              | 5          | 3             | 2             | 690                      | 1                    | 2          | 4          | 10         |
| 2013                                                                            | 3200                 | ?         | ?              | 5          | 3             | 2             | 640                      | 1                    | 2          | 4          | 10         |
| 2016                                                                            | 2500                 | ?         | ?              | 5          | 3             | 2             | 500                      | 1                    | 2          | 3          | 10         |
| 2019                                                                            | 2500                 |           |                | 6          | 3             | 3             | 416                      | 1                    | 3          | 2          | 3          |
| 2021                                                                            | 2500                 |           |                | 6          | 3             | 3             | 416                      | 1                    | 3          | 2          | 3          |
| 2023                                                                            | 2500                 |           |                | 6          | 3             | 3             | 416                      | 1                    | 3          | 1          | 3          |
| Fuente: Catholic-Hierarchy, que a su vez toma los datos del Anuario Pontificio. |                      |           |                |            |               |               |                          |                      |            |            |            |

## Episcopologio

### Vicarios apostólicos de rito armenio
- Stefano Antonio Aucher (1796?-1818)[nota 1]
- Antonio Missirle (10 de marzo de 1818-1826)[nota 2]
- Giorgio Papas (6 de diciembre de 1826-6 de julio de 1830 cesado)[nota 3]

### Archieparcas
- Antoine Nouridjian † (6 de julio de 1830-9 de abril de 1838 falleció)
- Boghos Maroushian † (9 de abril de 1838 por sucesión-1846 falleció)
- Andon Hassoun † (2 de agosto de 1846 por sucesión-12 de julio de 1867 confirmado patriarca de Cilicia)
  - Sede propia del patriarca de Cilicia (1867-1928)
- Hovsep Rokossian † (29 de junio de 1928-8 de junio de 1931 falleció)
- Vahan Kitchourian † (8 de junio de 1931 por sucesión-28 de marzo de 1936 falleció)
- Paul Kiredjian † (28 de marzo de 1936 por sucesión-20 de abril de 1965 falleció)
- Hovhannes Tcholakian † (16 de enero de 1967-21 de marzo de 2015 retirado)
- Boghos Levon Zekiyan (21 de marzo de 2015-21 de octubre de 2024 retirado)[nota 4]
  - Vartan Kirakos Kazanjian, desde el 21 de octubre de 2024 (administrador eparquial)[19]